# Граница леса

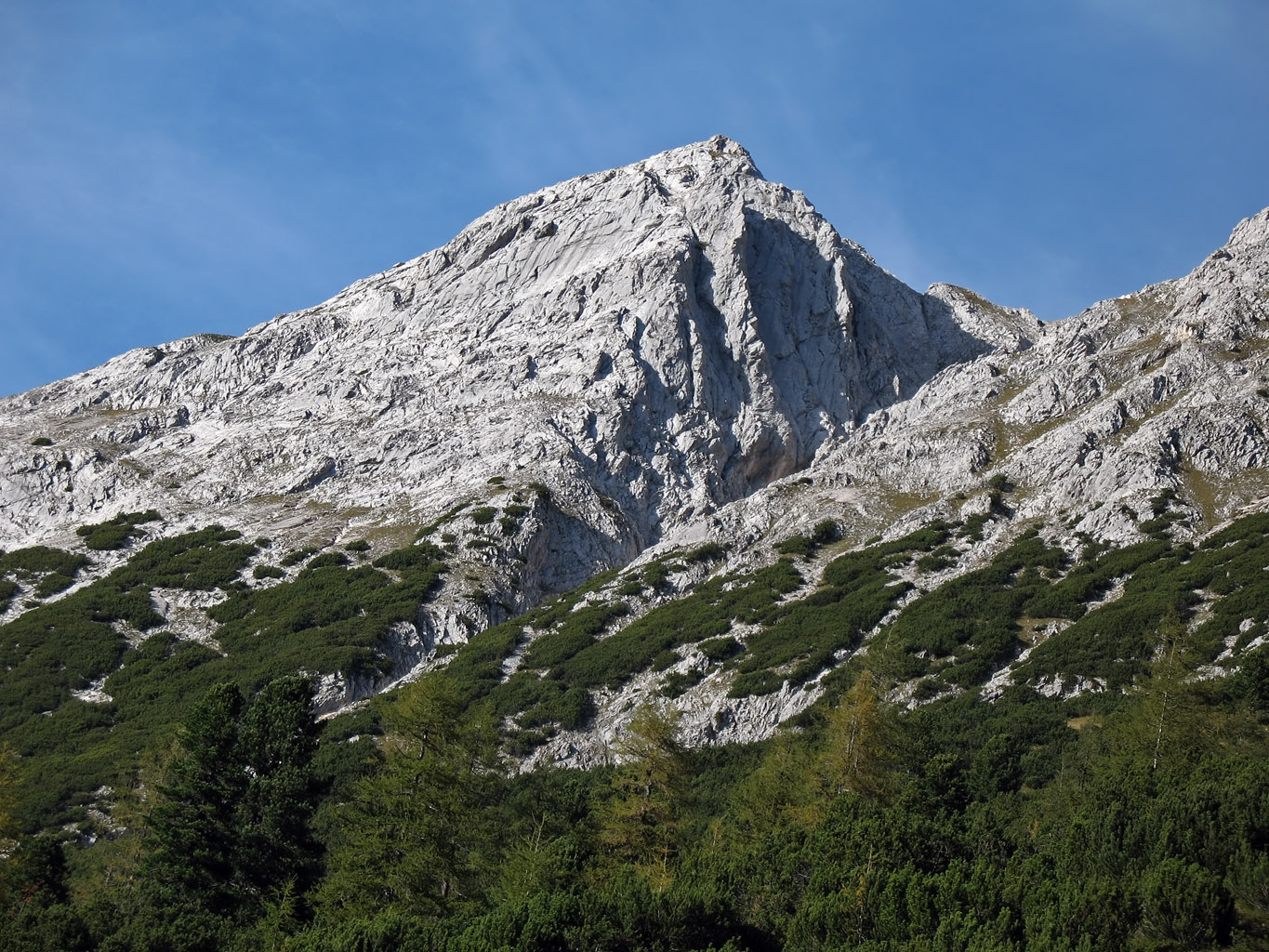
Горный массив Карвендель (Австрия)

Грани́ца ле́са — сложный переход (экотон) между двумя фундаментально различными классами экосистем — лесным и безлесным. На этом переходе наблюдается особое усложнение природы вследствие проникновения сюда фрагментов лесных и безлесных пространств.
Уже в силу своего промежуточного положения предтундровые и субальпийские леса и редколесья не только отличаются повышенным разнообразием жизни, но и играют огромную роль в формировании флоры и фауны соседних зон. Одновременно пределы лесов — это своего рода «нулевой» уровень, от которого начинаются своеобразные спектры перигляциальных природных зон. Хотя природа холодных пределов лесов очень изменчива от места к месту, общие её особенности достаточно сходны по всему миру. По некоторым причинам или по их совокупности леса произрастают только до определённой высоты и широты, что очень важно для всех форм жизни.

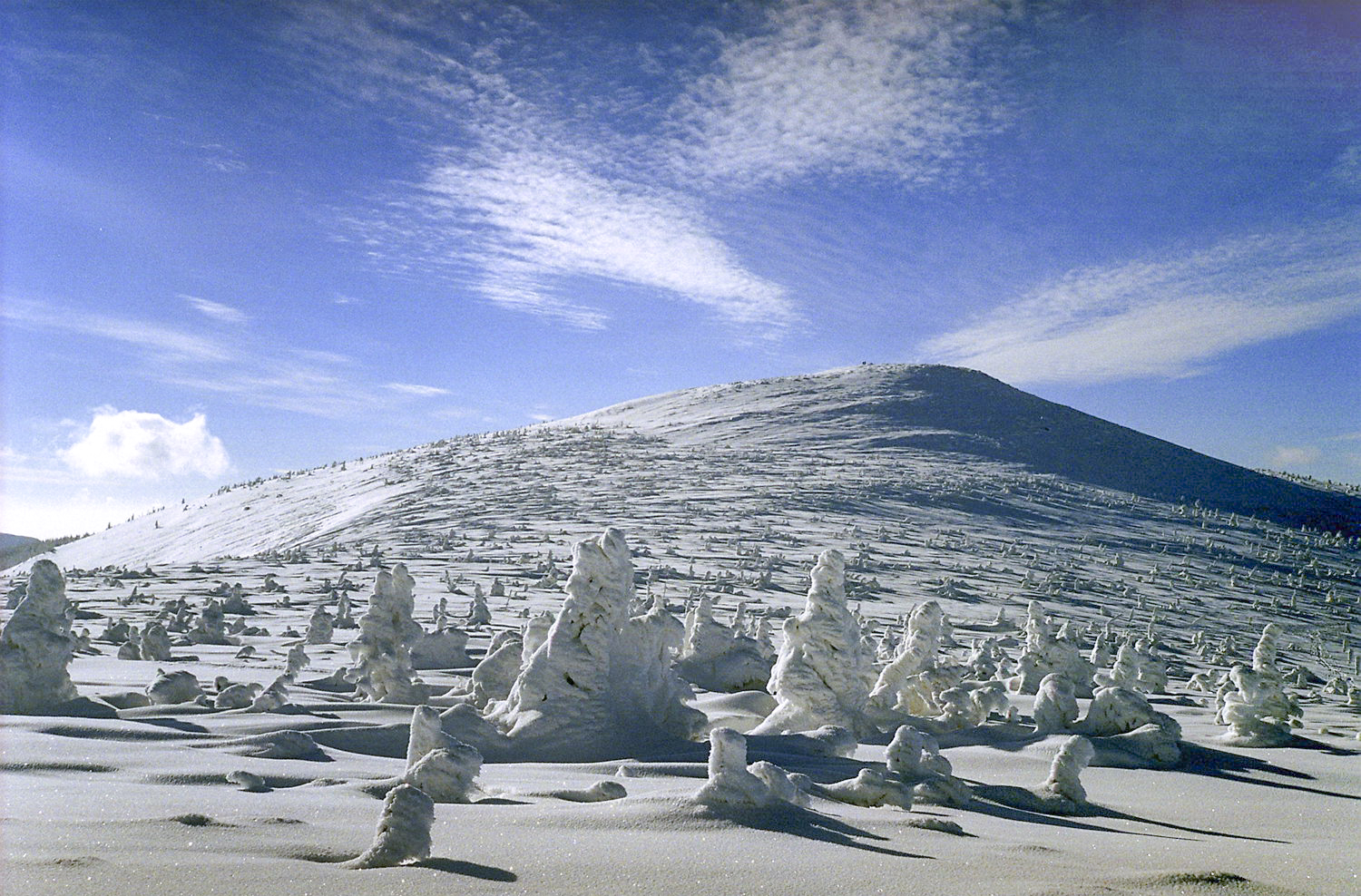
Суровый зимний климат сформировал на границе леса криволесье. Горный массив Крконоше, Польша

Англоязычными исследователями выделяется несколько типов холодных пределов лесов. Это прежде всего сам переход между лесными и безлесными пространствами (англ. timberline). Затем граница леса (англ. forestline) как предел непрерывных лесов. Там, где переход резок, эти две границы совпадают между собой. Крайний предел распространения прямостоячих деревьев известен как древесная граница (англ. treeline). Её обычно образуют рассеянные группы деревьев или их отдельно стоящие экземпляры. Их стволы, касаясь земли, дают корни и могут стать отдельными деревьями. Таким образом, группы древостоя расширяются при благоприятных климатических условиях, но процесс этот медленный. Подчас трудно решить, считать ли за деревья искривлённые низкорослые древесные формы, не превышающие 2—3 м высоты, называемые криволесьем, или «круммхольц». Обычно их группы состоят из одного или двух деревьев, в центре обрамлённых юбкой ветвей и горизонтально простирающихся корней. За границей криволесья (англ. krummholz line) распростёртые деревья не превышают кустарниковых зарослей, подчас едва достигая нескольких сантиметров высоты. Их распространение ограничено границей кустарниковых зарослей (англ. scrub line).